# Пихлайсто, Отто Андреевич
Отто Андреевич Пихлайсто (фин. Otto Pihlajisto1885 — 11 февраля 1938) — финский политический деятель, начальник штаба Красной гвардии Лоппи во время Гражданской войны в Финляндии.
Также командовал летным отделом Красной гвардии в своей местности. В конце гражданской войны Пихлайсто бежал в Советскую Россию, где учился в Школе красных офицеров и жил под именами Йоонас Келтаранта и Габриэль Хейнонен.
Служил в ВЧК, работал плотником в Кондопоге.
Был арестован во время сталинского террора и расстрелян в Медвежьегорске.